# Highway 61 Revisited
Highway 61 Revisited é o sexto álbum de estúdio do cantor e compositor americano Bob Dylan, lançado pela Columbia Records em 30 de agosto de 1965. Apesar de até o momento ter gravado a maior parte de suas músicas como acústicas, Dylan usou músicos de rock como sua banda de apoio em todas as faixas do álbum, com exceção para a canção de encerramento, a música épica e bíblica de 11 minutos "Desolation Row". Críticos têm-se centrado na forma inovadora com que o artista combina o blues com a sutileza da poesia para criar músicas que capturam o caos político e cultural da América contemporânea. O autor Michael Gray argumentou que, em um sentido importante, a contracultura da década de 1960 "começou" com este álbum.
As sessões de gravação foram realizadas entre junho e agosto de 1965 no Studio A, em Nova Iorque, e contaram com a participação do organista Al Kooper, o guitarrista Mike Bloomfield e o pianista Paul Griffin. Conduzido pelo sucesso de "Like a Rolling Stone", o disco traz canções que Dylan continuou a tocar ao vivo ao longo de sua extensa carreira, incluindo "Ballad of a Thin Man" e "Highway 61 Revisited". Ele nomeou o álbum em homenagem a grande rodovia americana que ligava sua terra natal, Duluth, Minnesota, com as cidades do sul famosas pela herança musical, incluindo St. Louis, Memphis, Nova Orleans, e a região do delta blues no Mississippi.
Highway 61 Revisited alcançou a posição de número três nas tabelas musicais dos Estados Unidos e número quatro no Reino Unido. O álbum foi classificado na quarta posição na lista dos "500 melhores álbuns de todos os tempos" da revista Rolling Stone. "Like a Rolling Stone" foi um sucesso, apareceu entre as músicas mais tocadas em vários países e foi classificada em primeiro lugar na lista das 500 melhores canções de todos os tempos da Rolling Stone. Duas outras canções, "Desolation Row" e "Highway 61 Revisited", foram listadas nas posições de número 187 e 373, respectivamente.

## Dylan e a rota 61
Em sua autobiografia Chronicles: Volume One, Dylan descreveu a familiaridade que sentia com a rota que forneceu o título de seu sexto álbum: "a rota 61, a principal via do country blues, começa mais ou menos onde eu nasci. Eu sempre senti como se tivesse começado nela, sempre tinha sido sobre ela e poderia ir a qualquer lugar, mesmo até o profundo Delta. Era a mesma estrada, cheia das mesmas contradições, as mesmas cidades de um cavalo, os mesmos antepassados espirituais ... era o meu lugar no universo, sempre senti que estava no meu sangue."
Enquanto ele crescia em meados da década de 1950, a rota 61 se estendia de Duluth, onde o cantor nasceu, passava por St. Paul e ia até o delta do Mississippi. Ao longo do caminho, a estrada passa perto de locais de nascimento e casas de músicos influentes, como Muddy Waters, Son House, Elvis Presley e Charley Patton. A "imperatriz do Blues", Bessie Smith, morreu depois de sofrer ferimentos graves num acidente automobilístico na rota 61. O crítico Mark Polizzotti ressalta que a lenda do blues Robert Johnson teria vendido sua alma ao diabo na encruzilhada da rodovia com a rota 49. A rodovia também tinha sido objeto de várias gravações do gênero, especialmente "Highway 61 Blues" (1932) de Roosevelt Sykes e "Highway 61" (1964) de Mississippi Fred McDowell.
O cantor afirmou que teve de superar uma resistência considerável da Columbia Records para dar o título do álbum. Disse ao biógrafo Robert Shelton: "Eu queria chamar o álbum de Highway 61 Revisited. Ninguém entendia isso. Eu tive que subir a maldita escada até que a palavra finalmente veio e disse: 'Deixe-me chamá-lo como quiser'." Michael Gray sugeriu que o próprio título do álbum representa a insistência de Dylan de que suas músicas estão enraizadas nas tradições do blues: "Na verdade, o título do disco Highway 61 Revisited anuncia que estamos em uma longa revisita, visto que é uma estrada tão longa pelo blues. Muitos músicos do gênero tinham estado lá antes dele, todas as versões de gravações do gênero chamavam-se 'Highway 61'."

## Sessões de gravação

### Antecedentes
Em maio de 1965, Dylan voltou de uma turnê da Inglaterra sentindo-se cansado e insatisfeito com o seu material. Ele disse ao jornalista Nat Hentoff: "Eu ia parar de cantar. Eu estava muito esgotado". O cantor acrescentou: "É muito cansativo ter outras pessoas te dizendo o quanto eles cantam você, se você mesmo não canta."
Como consequência de sua insatisfação, Dylan escreveu 20 páginas de versos que ele mais tarde descreveu como "um longo pedaço de vômito". Ele reduziu isso para uma canção com quatro versos e um refrão — "Like a Rolling Stone". Disse a Hentoff que escrever e gravar a canção lavou a sua insatisfação, e restaurou o seu entusiasmo em criar música. Descrevendo a experiência para Robert Hilburn em 2004, quase 40 anos mais tarde, o músico disse: "É como se um fantasma tivesse escrito uma música como essa ... Você não sabe o que significa, só que o fantasma me escolheu para escrever a canção".
Highway 61 Revisited foi gravado em dois blocos de gravação que ocorreram no Studio A da Columbia Records, localizado em Midtown Manhattan. O primeiro bloco, realizado entre 15 e 16 de junho, foi produzido por Tom Wilson e resultou em "Like a Rolling Stone". Em 25 de julho, Dylan realizou um controverso concerto elétrico no Newport Folk Festival, onde algumas pessoas na multidão vaiaram sua performance. Quatro dias depois da apresentação, voltou ao estúdio de gravação. Entre 29 de julho e 4 de agosto, ele e a banda completaram a gravação do disco, mas sob a supervisão de um novo produtor, Bob Johnston.

### 15 e 16 de junho

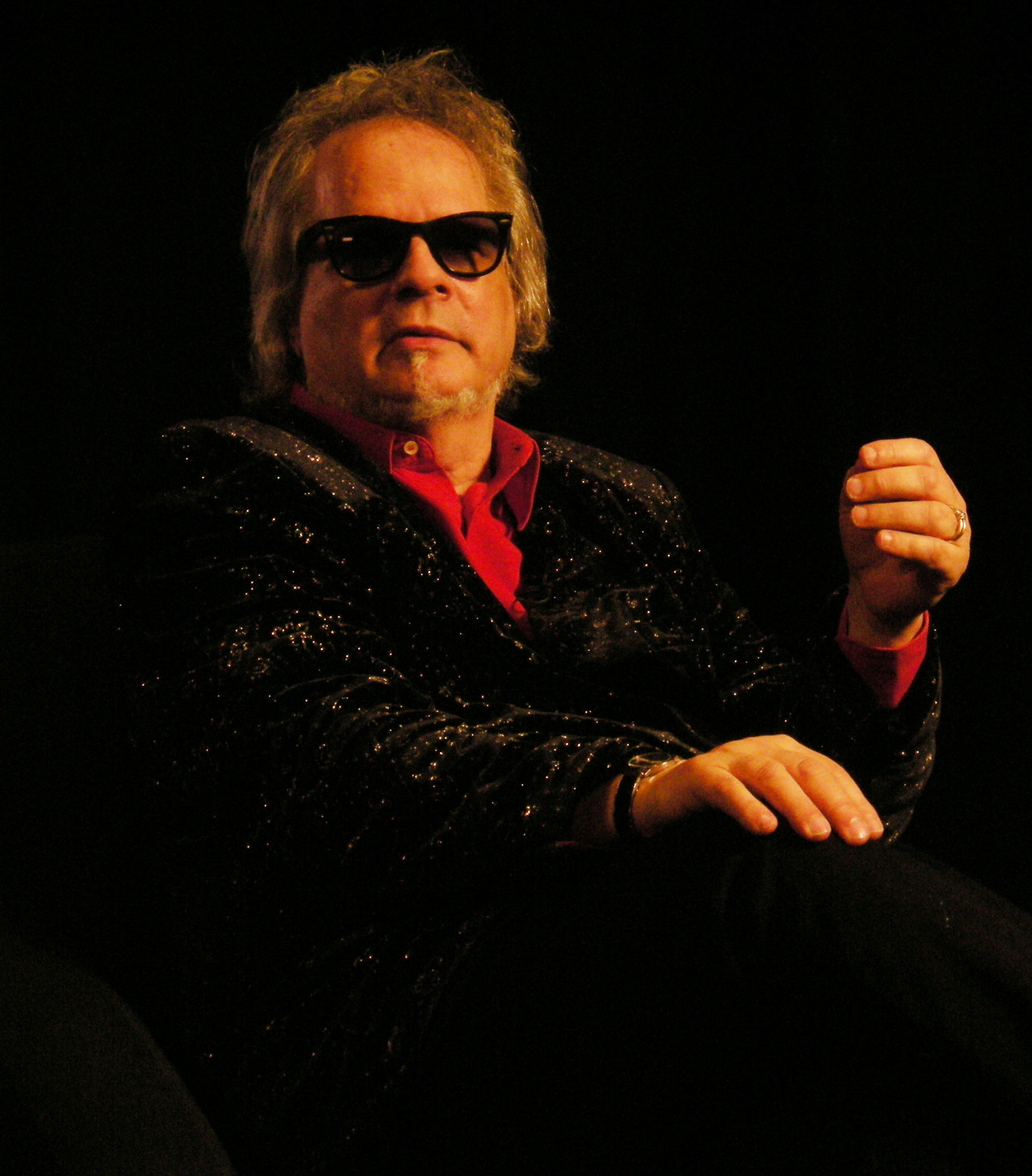
O som de órgão que Al Kooper improvisou em "Like a Rolling Stone" tem sido descrito como "um dos grandes momentos de serendipidade da música pop".

Tom Wilson produziu as sessões de gravação iniciais para Highway 61 Revisited entre 15 e 16 de junho de 1965. Dylan foi acompanhado por Bobby Gregg na bateria, Joe Macho, Jr. no baixo, Paul Griffin no piano, e Frank Owens na guitarra. Para a guitarra solo, o cantor convidou Michael Bloomfield da banda Paul Butterfield Blues Band. Os músicos começaram a sessão de 15 de junho gravando uma versão adiantada de "It Takes a Lot to Laugh, It Takes a Train to Cry" e a canção "Sitting on a Barbed Wire Fence", que foi omitida do disco. Dylan e a banda tentaram gravar "Like a Rolling Stone"; nesta fase inicial, o piano dominou o apoio, que estava em compasso ternário. "Barbed Wire Fence", a versão acelerada de "It Takes a Lot to Laugh", e uma tomada inicial de "Like a Rolling Stone" foram finalmente lançadas em The Bootleg Series Volumes 1–3 (Rare & Unreleased) 1961–1991.
Os músicos voltaram ao Studio A no dia seguinte, quando dedicaram quase toda a sessão de gravação a "Like a Rolling Stone". Nesta ocasião estava presente Al Kooper, um jovem músico convidado por Wilson para assistir, mas ele queria tocar na sessão. Kooper conseguiu assistir à sessão, e ele improvisou um riff de órgão que, segundo os críticos Greil Marcus e Mark Polizzotti, tornou-se um elemento crucial da gravação. A quarta tomada foi escolhida como a mestre, mas Dylan e a banda gravaram a canção por mais de 11 vezes.

### 29 de julho a 4 de agosto
Para criar o material para o disco, Dylan passou um mês escrevendo em seu novo lar na colônia de artistas em Byrdcliffe, Woodstock, Nova Iorque. Quando voltou ao Studio A, em 29 de julho, contou com uma banda de apoio composta pelos mesmos músicos da sessão anterior, mas seu produtor tinha mudado de Wilson para Johnston.

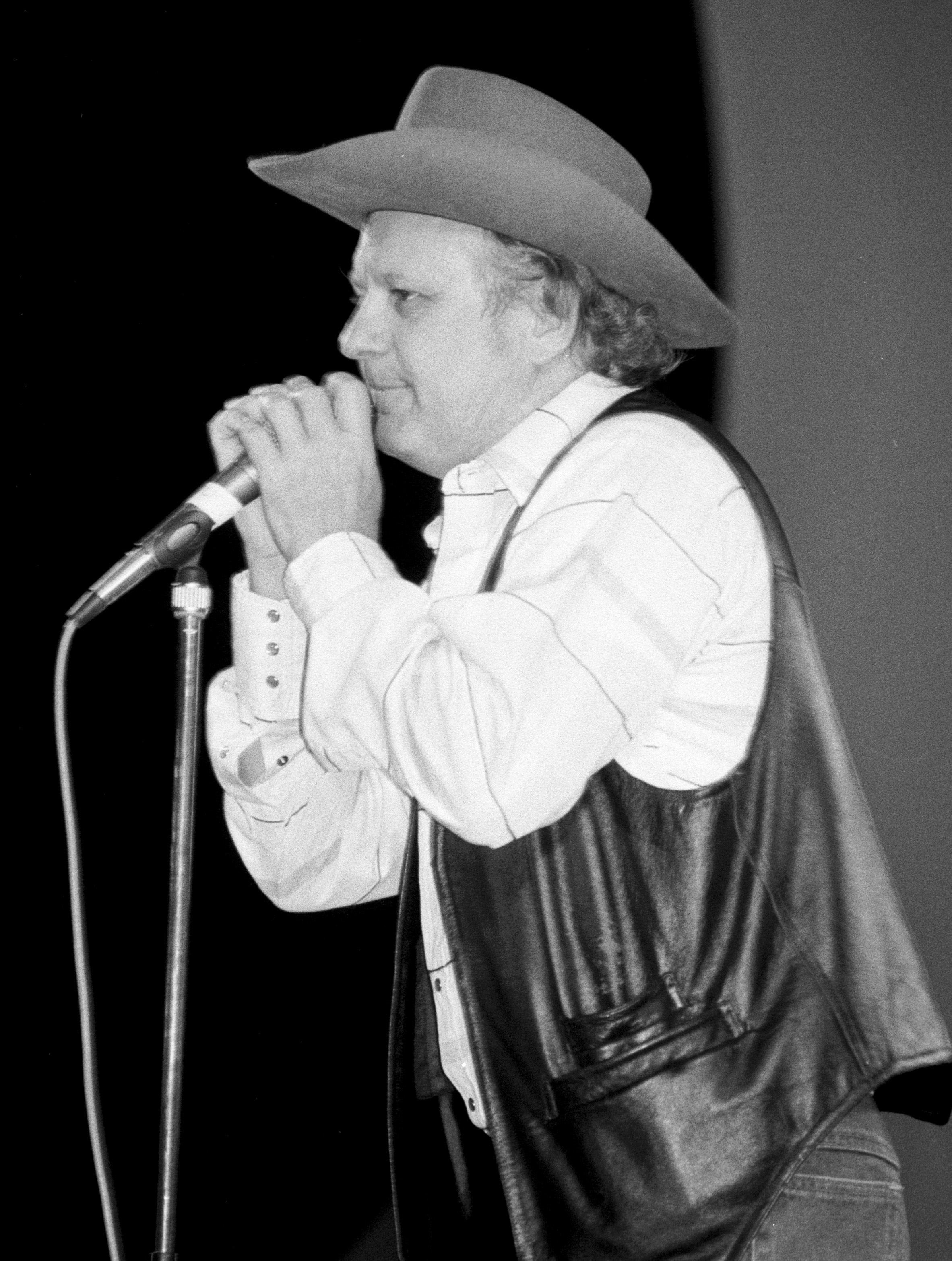
A visita de Charlie McCoy, de Nashville, ao estúdio em Nova Iorque resultou nos floreios de guitarra que acompanham "Desolation Row", a última faixa do álbum.

A primeira sessão com Johnston foi dedicada a três músicas. Depois de gravar várias tomadas, cada uma de "Tombstone Blues", "It Takes a Lot to Laugh" e "Positively 4th Street", as mestre foram gravadas com sucesso. "Tombstone Blues" e "It Takes a Lot to Laugh" foram incluídas no final do álbum, mas "Positively 4th Street" foi lançada somente numa versão single. No encerramento da sessão de 29 de julho, Dylan tentou gravar "Desolation Row", acompanhado por Al Kooper na guitarra elétrica e Harvey Brooks no baixo. Não havia baterista, já que o mesmo tinha ido para casa. Esta versão elétrica foi finalmente lançada em 2005, em The Bootleg Series Vol. 7.
Em 30 de julho, o cantor e sua banda retornaram ao Studio A e gravaram três músicas. Uma tomada mestre de "From a Buick 6" foi gravada e posteriormente incluída no final do álbum, mas a maior parte da sessão foi dedicada a "Can You Please Crawl Out Your Window?". Dylan estava insatisfeito com os resultados e deixou a música de lado para uma data posterior; ela acabou sendo regravada com o The Hawks em outubro.
Depois dele e Kooper passarem o fim de semana em Woodstock escrevendo cartas de acorde para as canções, as sessões foram reiniciadas no Studio A em 2 de agosto. "Highway 61 Revisited", "Just Like Tom Thumb's Blues", "Queen Jane Approximately" e "Ballad of a Thin Man" foram gravadas com sucesso e as sessões mestre foram selecionadas para o álbum.
Uma sessão final foi realizada no dia 4 de agosto, novamente no Studio A. A maior parte foi dedicada a completar "Desolation Row". Johnston relatou que o músico Charlie McCoy, de Nashville, estava visitando Nova Iorque, e ele o convidou a tocar guitarra no estúdio. Segundo algumas fontes, sete tomadas de "Desolation Row" foram gravadas, e as tomadas seis e sete uniram-se para a gravação mestre.
O disco resultante tem sido descrito como "o primeiro álbum puramente rock de Dylan", a realização do desejo de deixar seu velho formato de música para trás e seguir em frente com todos os quatro primeiros álbuns acústicos e semi-acústicos, e seu quinto álbum semi-elétrico, Bringing It All Back Home. D. A. Pennebaker, diretor do documentário que filmou o músico em sua turnê acústica no Reino Unido em maio de 1965, disse: "Eu não sabia que ele ia deixar o acústico. Eu sabia que ele estava ficando um pouco arrastado por isso."

## Canções

### Lado A
Highway 61 Revisited abre com "Like a Rolling Stone", que tem sido descrita como revolucionária na sua combinação de toques de guitarra elétrica, acordes do órgão e a voz de Dylan, "ao mesmo tempo jovem e rosnante ... e tão cínica". Michael Gray caracterizou a música como "um amálgama caótico de blues, impressionismo, alegoria e uma franqueza intensa: 'Como se sente?'". Polizzotti escreveu que a composição é notável por evitar temas tradicionais da música popular, tais como romance, e em vez disso expressa ressentimento e desejo de vingança. Tem sido sugerido que a senhorita solitária, personagem central da canção, é baseada em Edie Sedgwick, uma socialite e atriz do cenário Factory do artista pop Andy Warhol. O crítico Mike Marqusee escreveu que esta composição é "certamente uma exposição do próprio Dylan", e que a sua total pungência torna-se evidente após a constatação de que "é cantada, pelo menos em parte, para o próprio cantor: ele é o único 'sem direção para casa'." "Like A Rolling Stone" alcançou a posição número dois na Billboard Hot 100 no verão de 1965, e foi uma das 10 canções mais tocadas na Austrália, Canadá, Holanda, Nova Zelândia e Reino Unido.
O ritmo acelerado na música de blues "Tombstone Blues", impulsionada pela guitarra de Michael Bloomfield, usa um desfile histórico de personagens — o criminoso Belle Starr, a bíblica e sedutora Dalila, Jack, o Estripador (representado nesta canção como um empresário de sucesso), João Batista (aqui descrito como um torturador) e a cantora de blues Ma Rainey, a quem Dylan humoristicamente sugere compartilhar um saco de dormir com Beethoven — esboçando um relato absurdo da América contemporânea. Para os críticos Mark Polizzotti e Andy Gill, a realidade por trás da canção é a então crescente guerra do Vietnã; ambos os escritores ouviram "king of the Philistines", que envia os seus escravos "para a selva", como uma referência ao presidente Lyndon B. Johnson.
Em 29 de julho, Dylan e sua banda voltaram a gravar "It Takes a Lot to Laugh, It Takes a Train to Cry". Tony Glover, que observou a sessão de gravação, recordou que Dylan re-trabalhou a música no piano, enquanto os outros músicos fizeram uma pausa para o almoço. O crítico Sean Egan escreveu que ao retardar o ritmo, ele transformou a música num "insuportável número inteligente num processo lento, delicado, um hino sensual". Gill aponta que as letras revelam o talento do cantor em pedir empréstimo de antigas músicas de blues, adaptando os versos "As nuvens não parecem solitárias brilhando através do mar? / Minha garota não parece boa quando está vindo atrás de mim?" de "Solid Road", dos cantores Brownie McGhee e Leroy Carr.
O crítico Bill Janovitz, da AllMusic, descreveu "From a Buick 6" como um "blues estridente e rápido" que é tocado de forma "quase imprudente". A canção abre com um disparo de tarola semelhante ao início de "Like a Rolling Stone". Parcialmente baseada na canção "Milk Cow Blues" (1930) de Sleepy John Estes, a parte da guitarra é modelada nos antigos riffs de blues de Robert Johnson, Charley Patton e Big Joe Williams. Robert Shelton ouve a canção como "um autêntico tributo à mãe-natureza", enquanto que, para Clinton Heylin, ela é quase um filler, um material extra usado para preencher o tempo do álbum; ele argumenta que, somente através dos desempenhos dos músicos, Dylan consegue "nos convencer que ele está fazendo mais do que apenas listar o número de maneiras em que esta 'mulher do cemitério' é ao mesmo tempo uma salva-vidas e uma doadora da morte".
"Ballad of a Thin Man" é conduzida por Dylan no piano, o que contrasta com "os riffs de órgão assustadores" tocados por Al Kooper. Marqusee descreveu a canção como "uma das músicas de protesto mais puras já cantadas", à medida que analisa a mídia e sua incapacidade de entender o cantor e seu trabalho. Ele escreveu que a canção se tornou o hino de uma geração, "desgostosa com o velho, animada com o novo... exaltada por sua descoberta de outras pessoas que compartilharam seus sentimentos", com o refrão "Algo está acontecendo aqui, Mas você não sabe do que se trata, Sabe, Sr. Jones?" sintetizando a "exclusividade hip" da contracultura emergente. Robert Shelton descreve o personagem central da canção, o Sr. Jones, como "um dos maiores arquétipos de Dylan", caracterizando-o como "um filisteu... superficialmente educado e bem produzido, mas não muito inteligente sobre as coisas que contam."

### Lado B
Polizzotti, num estudo sobre o álbum, escreveu que a faixa de abertura do lado B, "Queen Jane Approximately" está em uma veia semelhante a de "Like a Rolling Stone", mas a música oferece "um toque de simpatia e até mesmo conforto em vez da zombaria implacável". A canção é estruturada como uma série de versos em quarteto ABAB, com cada verso seguido por um coro que é uma simples repetição da última linha de cada verso: "Você não vai vir me ver Rainha Jane?". Gill chamou esta música de "a faixa menos interessante" em Highway 61, mas elogia o piano ascendente da escala durante o intervalo de gaita como uma evocação da "natureza sufocante de uma existência de classe alta". "Queen Jane Approximately" foi lançada como o lado-B do single "One of Us Must Know (Sooner or Later)" no início de 1966.
Dylan começa "Highway 61 Revisited", a música que dá título ao disco, com as palavras "Oh, Deus disse a Abraão 'Mate-me um filho'/ Abraão diz 'Cara, você deve estar de sacanagem comigo'". Como Gill apontou, Abraham [nome inglês para Abraão] era o nome do pai do cantor, o que faz com que ele seja o filho a quem Deus quer morto. Gill comenta que é condizente que esta canção, celebrando uma rodovia fundamental para a história do gênero, seja uma "dança barulhenta de blues". Ele observa que o alcance da música é ampliado, tornando a rota uma estrada de infinitas possibilidades, povoada por personagens dúbios e culminando num promotor que "seriamente considera a encenação da Terceira Guerra Mundial na Rota 61". A canção é pontuada pelo som de uma sirene de polícia (na capa do álbum, Dylan é creditado pela reprodução de "carro de polícia"). "Highway 61 Revisited" foi lançada como lado B do single "Can You Please Crawl Out Your Window?" em 30 de novembro de 1965.
"Just Like Tom Thumb's Blues" tem seis versos e nenhum refrão. A letra descreve uma experiência de pesadelo em Juarez, no México, onde, nas palavras de Shelton, "o nosso anti-herói se depara em meio a doença, desespero, prostitutas e santos." Ele luta com as autoridades corruptas, álcool e drogas antes de resolver voltar para Nova Iorque. Nesta canção, críticos ouviram referências literárias de Under the Volcano, de Malcolm Lowry; "Os Assassinatos da Rua Morgue", de Edgar Allan Poe; e Desolation Angels, de Jack Kerouac. Os músicos de apoio Bobby Gregg na bateria, Mike Bloomfield na guitarra, e os dois pianistas, Paul Griffin no honky-tonk e Al Kooper no Pianet, produziram um estado de espírito que, para Gill, complementa perfeitamente o "tom enervado" das letras. Heylin nota que Dylan teve um grande cuidado — dezesseis tomadas — para obter o efeito que ele estava atrás, com letras que sutilmente "[orlam] o limite da razão".
Dylan conclui Highway 61 Revisited com a única exceção acústica de seu álbum de rock. Gill tem caracterizado "Desolation Row" como "um épico de 11 minutos de entropia, que assume a forma de um desfile fellinesco com grotescas e curiosas apresentações de um enorme elenco de personagens icônicos". Estes incluem celebridades históricas como Einstein e Nero, os personagens bíblicos Noé e Caim e Abel, as figuras shakespearianas de Ofélia e Romeu, terminando com os titãs literários T. S. Eliot e Ezra Pound. A canção abre com um relato de que "estão vendendo cartões postais do enforcamento", e acrescenta: "o circo está na cidade". Polizzotti liga esta canção ao linchamento de três trabalhadores negros num circo em Duluth, Minnesota, que foi o local de nascimento do cantor, e descreve "Desolation Row" como uma canção de cowboy, "a 'Home on the Range' do território assustador que era a América em meados dos anos sessenta". No penúltimo verso, os passageiros do Titanic estão gritando: "De que lado você está?". Shelton sugere que Dylan esta se perguntando: "Que diferença faz de que lado você está, se você está navegando no Titanic?" e, assim, satirizando um "compromisso político simplório".

### Faixas não editadas eThe Cutting Edge
O primeiro lançamento não editado das sessões do disco foi a música "Positively 4th Street", embora, em uma edição inicial, a Columbia usou outra canção não editada do álbum, "Can You Please Crawl Out Your Window?", por engano. "Crawl Out Your Window" foi posteriormente re-gravada com os the Hawks em outubro, e lançada como single em novembro de 1965. A gravadora acidentalmente lançou uma tomada alternativa de "From a Buick 6" em um início de prensagem de Highway 61 Revisited, e esta versão continuou a aparecer no lançamento japonês por vários anos. Outras faixas não editadas que foram liberadas oficialmente incluem tomadas alternativas de "Like a Rolling Stone" e "It Takes a Lot to Laugh, It Takes a Train to Cry", e uma canção inédita, "Sitting on a Barbed Wire Fence", em The Bootleg Series Volumes 1–3 (Rare & Unreleased) 1961–1991. Tomadas alternativas de "Desolation Row", "Highway 61 Revisited", "Just Like Tom Thumb's Blues", "Tombstone Blues" e ainda uma tomada diferente de "It Takes a Lot to Laugh, It Takes a Train to Cry" foram lançadas em The Bootleg Series Volume 7. Trechos de várias tomadas diferentes de "Like a Rolling Stone" apareceram no CD-ROM Highway 61 Interactive, lançado em fevereiro de 1995.
Em 2015, Dylan lançou o décimo segundo volume de sua série Bootleg, The Cutting Edge, em três formatos diferentes. A Edição de Colecionador de 18 discos foi descrita incluindo "todas as notas gravadas durante as sessões entre 1965 e 1966, todas as letras alternativas e alternadas". Os 18 CDs contêm todas as músicas registradas no estúdio durante as sessões de Highway 61 Revisited, de 15 de junho a 4 de agosto de 1965.
As faixas não editadas da primeira sessão de gravação do disco em Nova Iorque, entre 15 e 16 de junho, incluem dez tomadas de "It Takes A Lot To Laugh, It Takes A Train To Cry", seis de "Sitting On A Barbed-Wire Fence", e quinze tomadas de "Like A Rolling Stone". Adicionalmente, The Cutting Edge contém quatro trilhas instrumentais "haste" coletadas da quarta tomada, que foi lançada como a "tomada mestre" de "Like A Rolling Stone": guitarra (Mike Bloomfield); vocal, violão (Bob Dylan), piano e baixo; bateria e órgão. As faixas da segunda sessão de gravação em Nova Iorque, de 29 de julho a 4 de agosto, compreendem sete tomadas de "It Takes A Lot To Laugh, It Takes A Train To Cry", dezesseis de "Tombstone Blues", vinte de "Positively 4th Street", cinco de "From A Buick 6", dezessete de "Can You Please Crawl Out Your Window?", nove de "Highway 61 Revisited", dezesseis de "Just Like Tom Thumb's Blues", sete de "Queen Jane Approximately", e nove tomadas de "Desolation Row".
Descrevendo o processo de ouvir essas muitas versões alternativas, Chris Gerard escreveu no PopMatters: "O fato de essas versões não se aproximarem da grandeza das gravações finais é exatamente o ponto. Estes são trabalhos em progresso. É uma visita guiada pelo processo criativo que levou a esses álbuns históricos."

## Capa
A arte da capa foi fotografada por Daniel Kramer várias semanas antes das sessões de gravação. Kramer capturou Dylan sentado na varanda do apartamento de seu empresário, Albert Grossman, localizado em Gramercy Park, Nova Iorque, colocando Bob Neuwirth, amigo do cantor, atrás "para dar-lhe cor extra". Ele usa uma camiseta de motocicleta da Triumph sob uma camisa de seda azul e roxa, segurando seus óculos Ray-Ban na mão direita. O fotógrafo Kramer comentou em 2010 sobre a expressão do cantor: "Ele é hostil, ou tem um humor hostil. Esta quase me desafiando, ou você ou quem quer que esteja olhando para ele: 'O que você vai fazer sobre isso, imbecil?'".
Assim como tinha feito nos três álbuns anteriores, o músico contribuiu com sua própria escrita para a capa traseira de Highway 61 Revisited, com uma forma de prosa surrealista livre: "No trem lento o tempo não interfere e na passagem Árabe espera o Monte Branco, o homem do jornal e atrás dele os cem inevitáveis feitos da rocha sólida e da pedra." Um crítico apontou a estreita semelhança destas notas com um fluxo de consciência, o romance experimental Tarantula, que Dylan estava escrevendo entre 1965 e 1966.

## Recepção e legado
| Críticas profissionais        | Críticas profissionais |
| Avaliações da crítica         | Avaliações da crítica  |
| Fonte                         | Avaliação              |
| ----------------------------- | ---------------------- |
| Allmusic                      | [ 90 ]                 |
| Chicago Tribune               | [ 91 ]                 |
| Encyclopedia of Popular Music | [ 92 ]                 |
| Entertainment Weekly          | "A+"                   |
| The Great Rock Discography    | 10/10                  |
| Music Story                   | [ 94 ]                 |
| MusicHound Rock               | 5/5                    |
| The Rolling Stone Album Guide | [ 96 ]                 |
| Sputnikmusic                  | "5/5"                  |

Na imprensa musical britânica, resenhas iniciais de Highway 61 expressaram simultaneamente perplexidade e admiração pelo disco. Allen Evans, crítico da New Musical Express, escreveu: "Outro conjunto de canções de mensagens e músicas de histórias cantadas daquele jeito monótono e dissonante de Dylan, que se torna bastante atrativo enquanto se escuta." A seção de resenhas de LPs da Melody Maker, através de um crítico anônimo, comentou: "O sexto disco de Bob Dylan, como todos os outros, é bastante incompreensível, mas, no entanto, um nocaute absoluto." O poeta inglês Philip Larkin, resenhando o álbum para o The Daily Telegraph, escreveu que se achou "bem recompensado" pela obra: "A voz rosnante e irônica de Dylan é provavelmente adequada ao seu material... e sua guitarra adapta-se ao rock ('Highway 61') e à balada ('Queen Jane'). Existe uma maratona 'Desolation Row', que tem uma melodia encantadora e misteriosa, possivelmente palavras não pensadas por completo."
Em setembro de 1965, a revista norte-americana de música Billboard também elogiou o álbum, e previu grandes vendas para ele: "Baseado no sucesso do single 'Like a Rolling Stone', Dylan tem o topo da parada neste seu pacote de material comercial excêntrico". Alcançou a posição de número três na tabela Billboard 200 de álbuns mais vendidos dos Estados Unidos, e número quatro nas paradas britânicas de álbuns. Também nos Estados Unidos, Highway 61 foi certificado como disco de ouro em agosto de 1967, e platina em agosto de 1997.
Highway 61 Revisited tem-se mantido entre as mais aclamadas obras de Dylan. O biógrafo Anthony Scaduto elogia seu rico imaginário, e o descreve como "um dos discos pop mais brilhantes de todos os tempos. Como o rock, ele atravessa o núcleo da música — uma batida dura sem frescura, sem autoconsciência." Michael Gray chama Highway 61 de "revolucionário e impressionante, não apenas por sua energia e pluma extravagante, mas na sua visão: a fusão radical, a música elétrica ... com letras que estavam anos-luz à frente de qualquer outra pessoa; Dylan aqui une a força do rock'n'roll baseado no blues com o poder da poesia. Toda a cultura rock, todo o mundo pop-rock pós-Beatles e, em um sentido importante, a década de 1960 começou aqui." Na opinião do crítico do PopMatters, Hank Kalet, o álbum foi o disco de rock mais "eletrizante" de todos os tempos e "um dos poucos álbuns (incluindo Rubber Soul e Revolver dos Beatles) que deram aos roqueiros letrados luz verde para criar uma espécie de rock inteligente e investigativo que não existia antes". "Este clássico seminal do folk rock" mostrou "a entrega vocal fervilhante de Dylan, não muito fora de controle e um ataque instrumental confuso", bem como a sua "transformação de um cantor folk para rock and roll", escreveu Sam Sutherland, da High Fidelity.

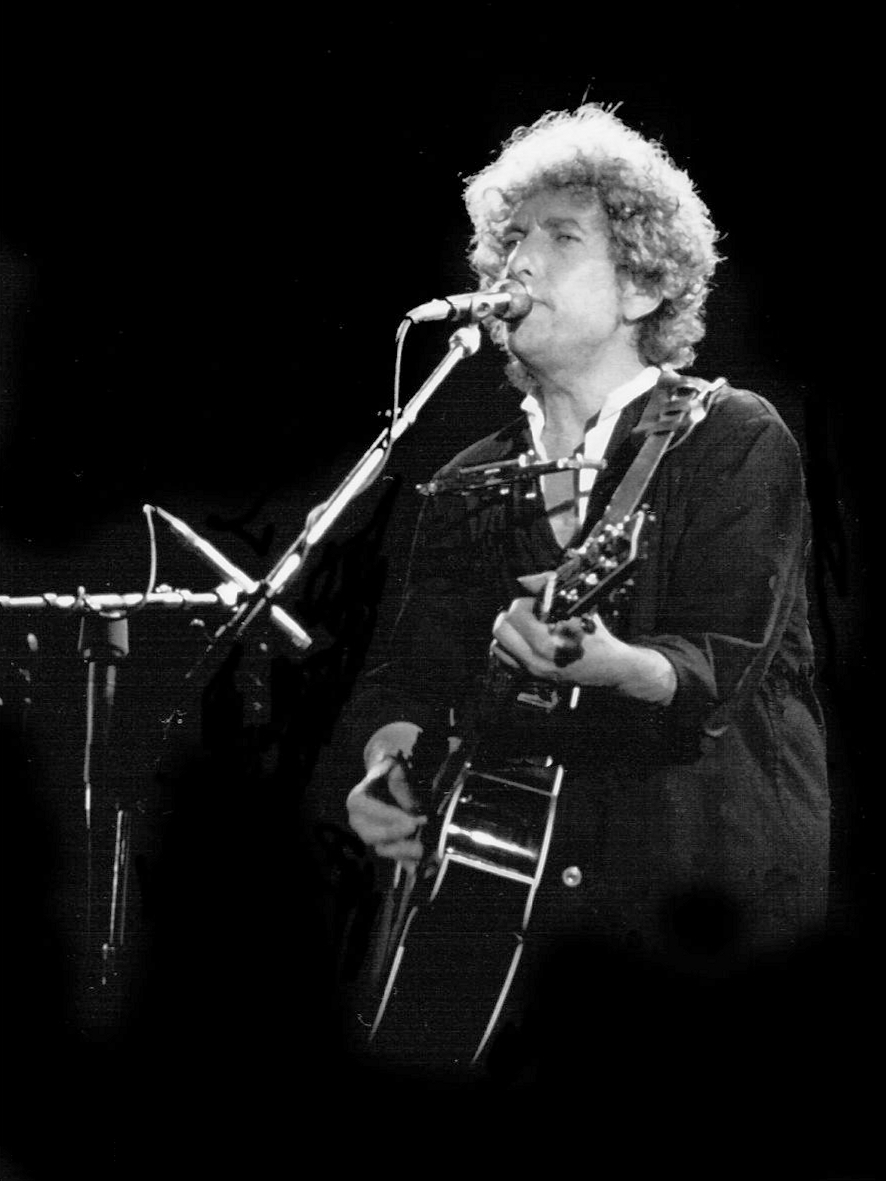
Tendo se apresentado continuamente desde o início de sua Never Ending Tour em junho de 1988, Dylan apresentou "Like a Rolling Stone" mais de 2 000 vezes em concertos.

Entre os contemporâneos do músico, Phil Ochs ficou impressionado com o disco, explicando: "É o tipo de música que planta uma semente em sua mente e então você tem que ouvi-la várias vezes. E como você passa por isso começa a ouvir mais e mais coisas. Ele fez algo que deixou o mundo inteiro ridiculamente em suas costas." Em 2003, a revista Rolling Stone descreveu Highway 61 como "um daqueles álbuns que mudaram tudo", e o classificou na quarta posição de sua lista dos "500 Maiores Álbuns de Todos os Tempos". A lista da Rolling Stone das "500 Melhores Canções de Todos os Tempos" classificou "Highway 61 Revisited", "Desolation Row" e "Like a Rolling Stone", nas posições 373, 187, e número 1, respectivamente. Em 2012, o livro dos 100 Melhores Álbuns de Todos os Tempos o classificou em primeiro lugar como o melhor disco de todos os tempos. Também foi incluído na "Basic Record Library", de Robert Christgau, da música dos anos 1960 e no livro 1001 Albums You Must Hear Before You Die, de Robert Dimery.
A maioria das músicas do Highway 61 Revisited permaneceram importantes, em diferentes graus, para performances ao vivo de Dylan desde 1965. De acordo com seu site, ele já tocou "Like a Rolling Stone" mais de 2 000 vezes, "Highway 61 Revisited" mais de 1 700 vezes, "Ballad of a Thin Man" mais de 1 000 vezes, e a maioria das outras canções entre 150 e 500 vezes.
A influência das músicas de Highway 61 Revisited podem ser ouvidas em muitas versões cover. "Like a Rolling Stone" foi gravada por artistas como os Rolling Stones, em seu álbum ao vivo Stripped, David Bowie e Mick Ronson em Heaven and Hull, Johnny Winter em Raisin' Cain, e Jimi Hendrix no Festival Pop de Monterey. A versão do My Chemical Romance de "Desolation Row" foi destaque no filme Watchmen, de 2009. A canção também foi regravada pelo Grateful Dead em seu álbum Postcards of the Hanging. "Just Like Tom Thumb's Blues" foi gravada por Linda Ronstadt, Nina Simone e Neil Young. A faixa-título foi regravada por artistas como PJ Harvey, Karen O e Billy Joel.

## Faixas
Todas as canções foram escritas e compostas por Bob Dylan. A lista de músicas de Highway 61 Revisited é a seguinte:
Lado A
| N.º | Título                                             | Duração |  |
| 1.  | "Like a Rolling Stone"                             | 6:09    |  |
| 2.  | "Tombstone Blues"                                  | 5:58    |  |
| 3.  | "It Takes a Lot to Laugh, It Takes a Train to Cry" | 4:09    |  |
| 4.  | "From a Buick 6"                                   | 3:19    |  |
| 5.  | "Ballad of a Thin Man"                             | 5:58    |  |

Lado B
| N.º | Título                        | Duração |  |
| 1.  | "Queen Jane Approximately"    | 5:31    |  |
| 2.  | "Highway 61 Revisited"        | 3:30    |  |
| 3.  | "Just Like Tom Thumb's Blues" | 5:31    |  |
| 4.  | "Desolation Row"              | 11:21   |  |

## Créditos
O grupo musical que trabalhou no disco é composto pelos seguintes membros:
- Bob Dylan – Guitarra, gaita, piano, vocal

Músicos adicionais
- Mike Bloomfield – Guitarra
- Harvey Brooks (Harvey Goldstein) – Baixo
- Bobby Gregg – Bateria
- Paul Griffin – Órgão, piano
- Al Kooper – Órgão, piano
- Sam Lay – Bateria
- Charlie McCoy – Guitarra
- Frank Owens – Piano
- Russ Savakus – Baixo

Produtores
- Bob Johnston – produção
- Tom Wilson – produção em "Like a Rolling Stone"

## Desempenho comercial

### Tabelas
| Parada (1965)       | Melhor posição |
| ------------------- | -------------- |
| German Albums Chart | 28             |
| UK Albums Chart     | 4              |
| US Billboard 200    | 3              |

### Certificados
| País           | Provedor | Certificação | Vendas    |
| -------------- | -------- | ------------ | --------- |
| Canadá         | CRIA     | Ouro         | 50 mil+   |
| Estados Unidos | RIAA     | Ouro         | 100 mil+  |
| Reino Unido    | BPI      | Platina      | 1 milhão+ |